# Naturschutzgebiet Cossensee
Koordinaten: 53° 40′ 3,4″ N, 12° 14′ 25″ O
Das Naturschutzgebiet Cossensee ist ein 128 Hektar großes Naturschutzgebiet in Mecklenburg-Vorpommern drei Kilometer nordwestlich von Krakow am See, unmittelbar östlich von Groß Tessin. Die Unterschutzstellung erfolgte am 7. Juli 1993. Das Schutzgebiet umfasst den Cossensee mit angrenzendem Verlandungsgürtel und Moorwäldern.
Der aktuelle Gebietszustand wird als gut eingeschätzt. Störend wirkt sich die gelegentlich – unerlaubt – durchgeführte Angelnutzung auf einige Uferbereiche aus. Bis auf eine Badestelle am See ist ein Betreten der Schutzgebietsflächen nicht möglich.

## Geschichte
Der Cossensee geht auf eine Toteisform zurück, die während der letzten Eiszeit zwischen zwei Eisrandlagen entstand. Der Toteisblock wurde von Sanden überschüttet, so dass der heutige Quellsee von nährstoffarmen Sandersanden umgeben ist und von kalkhaltigem Grundwasser gespeist wird. Der See erreicht eine Tiefe von vier Metern. Ein nördlich gelegenes Hügelgrab aus der Bronzezeit belegt eine frühzeitliche Besiedlung. Der See verlandete im Laufe der Zeit, wobei dieser Prozess durch die Anlage von Entwässerungsgräben zum Trockenlegen angrenzender Moore und eine einhergehende Seespiegelabsenkung beschleunigt wurde. Seeterrassen zeugen von einem ehemals höheren Wasserstand. Angrenzende Flächen im Westen und Süden werden als Wiesen und Weiden genutzt. Nördlich und östlich schließen sich Kiefernforste an den See an, in denen sich bis zu 300-jährige Eichen befinden. Ein im Jahr 1989 am Nordufer aufgeschütteter Damm sollte zur Seekreidegewinnung dienen, was aber nicht realisiert wurde.

## Pflanzen- und Tierwelt
Der nährstoffarme See weist noch umfangreiche Grundrasen mit Armleuchteralgen und Nixkraut auf. Hervorhebenswert sind Grundmatten mit Fiebermoos in größeren Wassertiefen. Die Seeterrassen sind mit Röhrichten bedeckt. Typische Arten sind Sumpf-Farn, Schilf, Torfmoose, Gemeiner und Mittlerer Wasserschlauch sowie Igelkolben. Ein Erlenbruchwald findet sich am West- und Nordufer. Angrenzende Feuchtwiesen beherbergen seltene Arten wie Kohldistel und Breitblättriges Knabenkraut.
Brutvögel im Gebiet sind Teich- und Drosselrohrsänger, Rohr- und Feldschwirl, Rohrammer, Graugans, Rohrdommel, Kranich, Rohrweihe und Wasserralle. Fischotter und Baummarder leben im Schutzgebiet.